# Marco Lipparini
Marco Lipparini (ur. 2 lutego 1987 w Umbertide) – włoski siatkarz występujący obecnie w Serie A, w drużynie RPA Perugia. Gra na pozycji przyjmującego. Mierzy 190 cm.

## Kariera klubowa
- 2004–2005  RPA Perugia
- 2005–2006  Diamante Trasimeno Volley
- 2006-  RPA Perugia